# Savia (album)
Albums de Mami Kawada
Seed
(2006) Linkage
(2010)
Singles
Savia est le 2e album de Mami Kawada, sorti sous le label Geneon Entertainment le 26 mars 2008 au Japon.

## Présentation
Cet album est produit par I've Sound. Il atteint la 15e place du classement de l'Oricon. Il se vend à 9 504 exemplaires la première semaine, et reste classé pendant 5 semaines pour un total de 14 867 exemplaires vendus. Plusieurs chansons viennent de ses précédents singles, Akai Namida / Beehive, Get My Way! et Joint. Hisui a été utilisé comme thème musical pour le film Oneechanbara adapté du jeu vidéo du même nom. sense a aussi été utilisé comme musique pour l'anime Shakugan no Shana II. Il sort en format CD et CD+DVD.

## Liste des titres
Toutes les paroles sont écrites par Mami Kawada.
| 1.  | Energy Flow                    | Tomoyuki Nakazawa, Takeshi Ozaki                | 2:09 |
| 2.  | Joint                          | Tomoyuki Nakazawa, Takeshi Ozaki                | 4:01 |
| 3.  | Beehive (album edit)           | Tomoyuki Nakazawa, Takeshi Ozaki                | 4:28 |
| 4.  | Trill                          | Kazuya Takase                                   | 4:50 |
| 5.  | Akai Namida (赤い涙)           | Tomoyuki Nakazawa                               | 4:19 |
| 6.  | Triangle                       | Kazuya Takase                                   | 4:50 |
| 7.  | Sense                          | Tomoyuki Nakazawa, Takeshi Ozaki                | 4:14 |
| 8.  | Dream                          | Maiko Iuchi                                     | 5:35 |
| 9.  | Intron Tone                    | Tomoyuki Nakazawa, Takeshi Ozaki, Kazuya Takase | 4:22 |
| 10. | Hisui (翡翠)                   | C.G mix, Takeshi Ozaki                          | 5:31 |
| 11. | Saigo no Yakusoku (最後の約束) | Maiko Iuchi                                     | 5:50 |
| 12. | Get My Way!                    | Kazuya Takase, Takeshi Ozaki                    | 2:56 |
| 13. | Portamento                     | Tomoyuki Nakazawa, Takeshi Ozaki                | 6:01 |

| 1. | Portamento |  |